# Len Wiseman
Len Wiseman (ur. 4 marca 1973 we Fremont) – amerykański reżyser filmowy i scenarzysta.

## Filmografia

### Reżyser
- 2003: Underworld
- 2006: Underworld: Evolution
- 2007: Szklana pułapka 4.0 (Live Free or Die Hard)
- 2012: Pamięć absolutna (Total Recall)
- 2025: Ballerina. Z uniwersum Johna Wicka (From the World of John Wick: Ballerina)

### Scenarzysta
- 2012: Underworld: Przebudzenie (Underworld: Awakening)
- 2013: Jeździec bez głowy (Sleepy Hollow)